# Teglholmen
Teglholmen er et område i Sydhavnen i København, beliggende mellem Sluseholmen og Enghave Brygge.
Området er oprindeligt en opfyldning i farvandet mellem Amager og Sjælland. Opfyldningen blev påbegyndt omkring år 1900, og den første bebyggelse kom cirka i 1920. Det var en blanding af industri, skure og fiskehytter, men også roklubber.
Teglholmen har sit navn efter et teglværk, som lå her og leverede tegl til hele byggeriet af Vesterbro. Omkring 1. Verdenskrig blev den store lergrav omdannet til et havnebassin, den nuværende Teglværkshavn.
Området har tidligere huset industri, mens en stor del i dag er udlagt til byudvikling. Flere store domiciler er opført i området i løbet af de senere år, eksempelvis har TV 2/Danmark sine københavnske aktiviteter samlet her. Der er dog stadig enkelte erhvervsvirksomheder, blandt andet MAN B&W Diesel A/Ss motorudviklingsafdeling. I dag er Teglholmen under byudvikling til et beboelsesområde og blandet erhverv, og der er opført både en integreret daginstitution og folkeskole med KKFO på Teglholmen af Københavns Kommune, der betjener beboerne på Havneholmen, Sluseholmen, Teglholmen og dele af Sydhavnskvarteret.
I 2011 åbnede Teglværksbroen, der forbinder Teglholmen med Sluseholmen.

## Beboelsesområder
- Teglporten (136 Lejeligheder)
- West Coast Park
- Teglværkskajen